# IC 4272
IC 4272 — галактика типу Sbc (компактна витягнута спіральна галактика) у сузір'ї Гідра.
Цей об'єкт міститься в оригінальній редакції індексного каталогу.